# Ng Yu Hei
Pour les articles homonymes, voir Ng.
Ng Yu Hei, né le 13 février 2006 à Hong Kong, est un footballeur international hongkongais qui évolue au poste d'ailier au Chongqing Tonglianglong.

## Biographie

### Carrière en club
Né à Hong Kong, Ng Yu Hei est formé par le Eastern SC dans son pays natal, passant également une année en Angleterre au Brooke House CFA académie prestigieuse ayant vu passer des internationaux comme Kelvin John, Dujuan Richards ou Petar Vitanov, avant de revenir chez son club formateur où il commence sa carrière professionnelle en championnat de Hong Kong en 2023,.
En janvier 2025, il est transféré au Chongqing Tonglianglong FC en championnat de Chine de deuxième division.

### Carrière en sélection
En août 2024, Ng est convoqué pour la première fois avec l'équipe senior de Hong Kong. Il honore sa première sélection le 5 septembre 2024, lors d'un match amical contre les Îles Salomon.